# Fritz Nüßlein
Fritz Nüßlein (* 1. Juni 1899 in Regensburg; † 30. Januar 1984 in Münden) war ein deutscher Jagd- und Forstwissenschaftler. 
Dem Nestor der deutschen Jagdwissenschaft ist es gelungen, die verschiedenen Zweige empirischer Jagdkunde zu einer forstlichen Teilwissenschaft zusammenzufügen. Weite Bekanntheit erlangte er durch sein Lehrbuch Jagdkunde, das erstmals 1962 erschien und seither zu den Standardwerken für die jagdliche Ausbildung gehört. 

## Leben und Wirken
Fritz Nüßlein stammt aus einer alten bayerischen Försterfamilie. Er kam 1899 als Sohn des damaligen Forstamts-Assistenten und späteren Oberregierungs- und Forstrates Heinrich Nüßlein in Regensburg zur Welt. Dort verlebte er auch seine Kindheit und besuchte dort auch das Alte Gymnasium am Ägidienplatz, die Vorläuferschule des Albertus-Magnus-Gymnasiums. Im Kriegsjahr 1917 legte er die Notreifeprüfung ab, um im August 1917 knapp 18-jährig als Soldat zum Heeresdienst eingezogen zu werden. Von 1918 bis 1922 studierte er Forstwissenschaften an der Ludwig-Maximilians-Universität München. Dort war er auch Mitglied im Corps Arminia. Nach dem Studium folgte ein mehr als dreijähriges Referendariat in der Bayerischen Staatsforstverwaltung, das er 1925 mit der Großen Forstlichen Staatsprüfung als Jahrgangsbester von 39 Prüflingen bestand.
Als Forstassessor wurde er umgehend beim Regierungsforstamt in München eingestellt und bereits nach viermonatiger Assessorenzeit 1926 zum Forstmeister ernannt. Im Herbst 1927 holte ihn der Leiter der Bayerischen Staatsforstverwaltung, Staatsrat Theodor Mantel, als seinen persönlichen Referenten in die Ministerialforstabteilung. 1932 wurde er an das staatliche Gebirgsforstamt Hohenaschau versetzt, dessen Außenstelle er von 1933 bis 1936 leitete.
Ein weiterer Karrieresprung kam 1936, als Nüßlein an das von Oberstjägermeister Ulrich Scherping geleitete Reichsjagdamt, der Abteilung IV des Reichsforstamtes, nach Berlin berufen wurde. Dort war er als Referent für den Aufbau und die Verwaltung der Staatsjagdreviere zuständig – eine verantwortungsvolle Aufgabe, da in diesen Revieren vorrangig Reichsjägermeister Hermann Göring selbst waidwerkte. Nüßlein bewerkstelligte die, oftmals enormes diplomatisches Fingerspitzengefühl erfordernden Aufgaben so gut, dass er bis zum Ende des Zweiten Weltkrieges zum Oberlandforstmeister befördert wurde. Trotzdem hatte er wiederholt Schwierigkeiten mit der NSDAP. Nüßlein brachte eine für alle Staatsforste des Deutschen Reiches geltende Jagdnutzungsanweisung auf den Weg und übernahm das Generalreferat für die Staatsjagdreviere Rominten, Elchwald, Letzlinger Heide, Lobau und Karwendel.
Nüßlein hatte in diesen Jahren viel persönliches Leid zu tragen. So starb 1937 seine Frau nach einjähriger Ehe. 1943 und 1945 wurden seine Wohnungen bei Bombenangriffen und beim Kampf um Berlin vollständig zerstört.
Mit dem Zusammenbruch des Dritten Reiches floh er 1945 vor der Roten Armee Richtung Westen und kam in das künftige Bundesland Niedersachsen. Dort half er mit, eine neue Landesforstverwaltung aufzubauen. Er sorgte auch dafür, dass zahlreiche aus den vormaligen deutschen Ostgebieten geflohene oder vertriebene Forstleute sowie Kriegsheimkehrer wieder eine Anstellung bekamen. Dabei entlastete er jedoch auch umstrittene Persönlichkeiten wie etwa Walter Frevert, indem er wider besseres Wissen geschickt dessen Rolle und mögliche kriegsverbrecherische Aktivitäten während der Besatzungszeit in Bialowies verschleierte. Nüßlein war zunächst im Landesforstamt Sarstedt bei Hannover tätig, wo er in der Abteilung A „Allgemeines und Personalia“ das Referat „Anwärter und Ausbildungswesen“ übernahm und auch Prüfer an der Försterschule Düsterntal war.
1946 erhielt er einen Lehrauftrag für Jagdkunde an der Forstlichen Fakultät der Georg-August-Universität Göttingen in Hann. Münden, wurde dort 1950 Honorarprofessor, 1953 außerordentlicher Professor und damit verbunden auf der Stelle eines Oberforstmeisters Leiter des Instituts für Jagdkunde sowie 1954 ordentlicher Professor für Jagdkunde. Daneben las er auch eine Einführung in die Forstwissenschaft. Bereits 1953 nach Hann. Münden umgezogen, war er von seinem neuen akademischen Tätigkeitsfeld, das für ihn zunächst noch ungewohnt war, so angetan, dass er einen Ruf als Oberlandforstmeister an das Bundesministerium für Ernährung, Landwirtschaft und Forsten ablehnte. Bis zu seiner Emeritierung 1969 war Nüßlein vier Mal Dekan der Forstlichen Fakultät. Auch deren Umzug 1970 nach Göttingen hatte er in dieser Funktion noch mit vorbereitet und gegen mancherlei Widerstände entscheidend mit durchgesetzt. Er war überzeugt, dass sich nur auf diese Weise die Erfordernisse einer „Universitas litterarum“ in gedeihlichem Zusammenwirken umsetzen ließen. Nüßlein war maßgeblich an der Planung und Bauüberwachung der neuen Gebäude und Forschungseinrichtungen beteiligt.
Als das alte Reichsjagdgesetz in das Bundesjagdgesetz überführt wurde, begründete Nüßlein die Zeitschrift für Jagdwissenschaft, die er von 1954 bis 1969 auch herausgab. Daneben gehörte er 1954 auch zu den Mitbegründern des Internationalen Rings der Jagdwissenschaftler, der anlässlich der internationalen Jagdausstellung in Düsseldorf aus der Taufe gehoben wurde. Er galt als besonderer Kenner der jagdlichen Verhältnisse im süddeutschen Raum und des Hochgebirges. Große Bekanntheit weit über die akademischen Kreise hinaus erlangte Nüßlein jedoch durch sein Lehrbuch Jagdkunde, das erstmals 1962 erschien und sich umgehend als Standardwerk einen festen Platz innerhalb der Jungjäger-Ausbildung eroberte. Der „Nüßlein“ erschien allein zu seinen Lebzeiten in elf Auflagen und prägte Generationen von deutschen Jägern. Der Verfasser selbst hatte der ersten Auflage im Vorwort folgenden Gedanken mit auf den Weg gegeben: 

„Möge der Leitfaden – so wissenschaftlich wie nötig gehalten, so praktisch wie möglich ausgerichtet – jungen Jägern ein Rüstzeug für ihr Waidwerken sein und alten Jägern manche Anregung für neue Betrachtung bringen.“

Daneben war Nüßlein in vielen Gremien aktiv, darunter von 1958 bis 1970 als Vizepräsident des Deutschen Forstvereins, dessen Geschäftsführer er unter Lorenz Wappes bereits von 1928 bis 1933 gewesen war, als Vorstandsmitglied im Deutschen Forstwirtschaftsrat, als Sachverständiger im Lottoausschuss sowie als langjähriger Geschäftsführer der Forstlichen Forschungsgemeinschaft.
Sein hohes Ansehen spiegelte sich in Ehrenmitgliedschaften vieler nationaler und internationaler Gesellschaften. Der Deutsche Jagdschutz-Verband (DJV) verlieh ihm den Kulturpreis, der Deutsche Forstverein ernannte ihn 1970 zum Ehrenmitglied, und die Niedersächsische Landesregierung ehrte ihn 1980 mit dem Großen Verdienstkreuz des Niedersächsischen Verdienstordens.
Nachdem ihm seine zweite Frau, die er 1939 geheiratet hatte, 1983 im Tode vorausgegangen war, starb Oberlandforstmeister Professor Fritz Nüßlein, der seit einem Schlaganfall 1982 linksseitig gelähmt war, am 30. Januar 1984 im Alter von 84 Jahren in Hann. Münden an einer Bronchitis. Seine letzte Ruhe fand er auf dem Evangelischen Friedhof seiner Heimatstadt Regensburg.

## Schriften (Auswahl)
- Wilhelm Bieger: Die formelmäßige Bewertung der europäischen Jagdtrophäen, 4. Auflage, neubearbeitet von Fritz Nüßlein, Hamburg und Berlin 1956 (6., erneut erweiterte  Auflage, Hamburg und Berlin 1977, ISBN 3-490-01412-X).
- Jagdkunde. Ein Lehrbuch zur Einführung in das Waidwerk, München, Basel und Wien 1962 (ab der 12., von Walter Helemann neubearbeiteten Auflage/Neuausgabe 1988 unter dem Titel Das praktische Handbuch der Jagdkunde; 16., von Wilfried Bützler überarbeitete Auflage/Neuausgabe, München 2006, ISBN 3-8354-0020-7).
- Die wildbiologischen-jagdlichen Verhältnisse im Nationalpark Bayerischer Wald, Hann. Münden 1970.